# Kanton Boulogne-Billancourt-Nord-Ouest
Kanton Boulogne-Billancourt-Nord-Ouest is een voormalig kanton van het Franse departement Hauts-de-Seine. Kanton Boulogne-Billancourt-Nord-Ouest maakte deel uit van het Arrondissement Boulogne-Billancourt en telde 35.520 inwoners (1999).

## Gemeenten
Het kanton Boulogne-Billancourt-Sud omvatte enkel een deel van de gemeente Boulogne-Billancourt.